# Bockwindmühle Oppenwehe

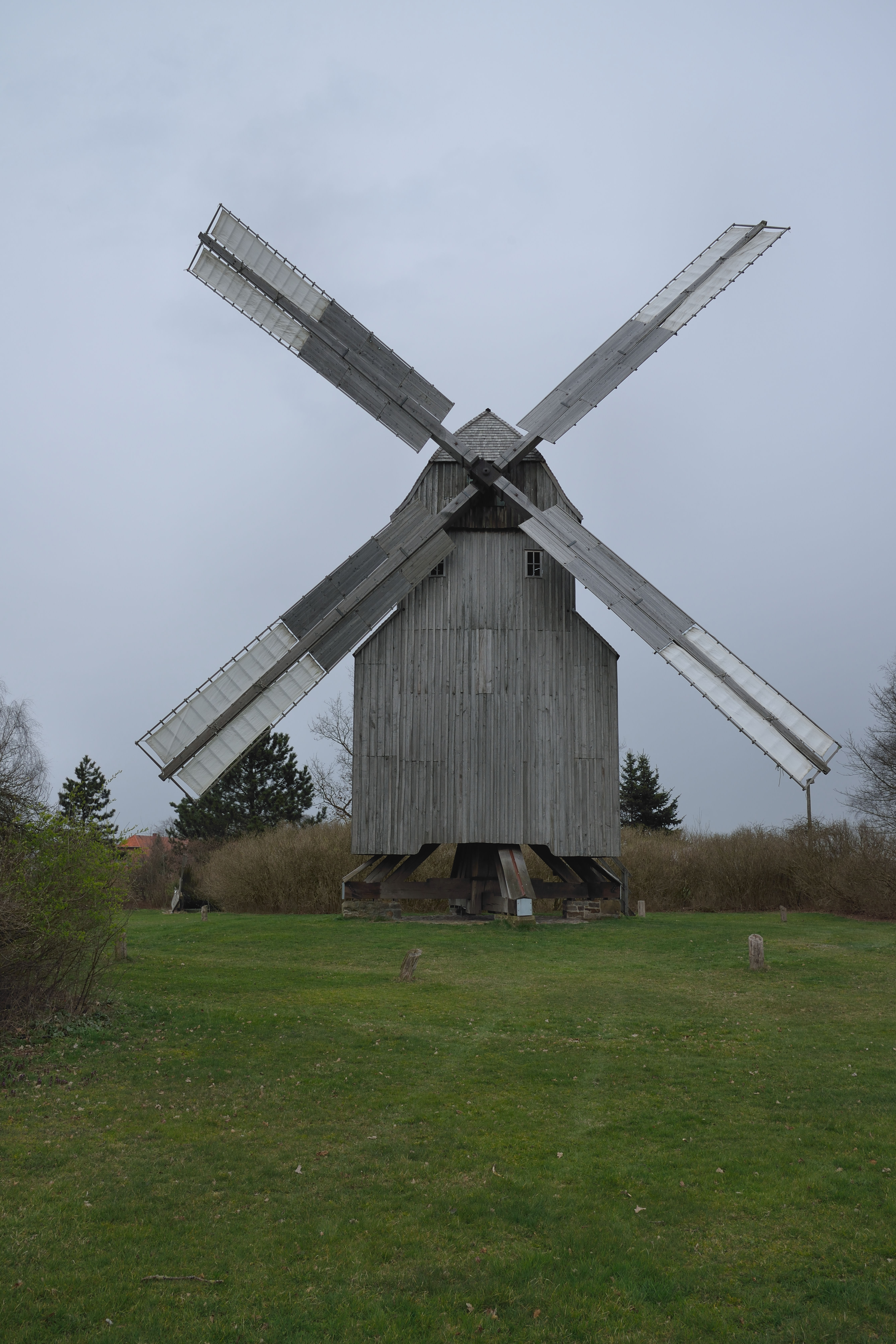
Mühle im Jahr 2015

Die Bockwindmühle Oppenwehe ist ein denkmalgeschütztes Profangebäude im Ortsteil Oppenwehe der Gemeinde Stemwede im ostwestfälischen Kreis Minden-Lübbecke in Nordrhein-Westfalen.

## Geschichte und Architektur
Die Mühle vom Typ Bockwindmühle wurde 1705 als Gutsmühle des Rittergutes Hüffe erstmals erwähnt. 1868 wurde sie abgebaut und nach Oppenwehe transportiert. Wieder aufgebaut wurde sie am heutigen Standort im Jahre 1873. In den 1970er Jahren wurden alle Gebäude um die Mühle abgerissen und die Mühle selbst mit eingezogenen Stützen komplett stillgelegt und die Seitentaschen beseitigt. Ab 1991 wurden die entstellenden Veränderungen der 1970er Jahre beseitigt, indem der Bock und das Mühlenhaus mit den Seitentaschen komplett neu gebaut wurden. Durch diesen Neubau erhielt man die Chance, die ursprüngliche Technik wieder einzubauen und ein produzierendes Denkmal zu erhalten. Die Mühle hatte bis zum 9. April 2011 Segelflügel. Heute ist das Heckwerk rechts-drehende symmetrischer Flügel.

## Galerie

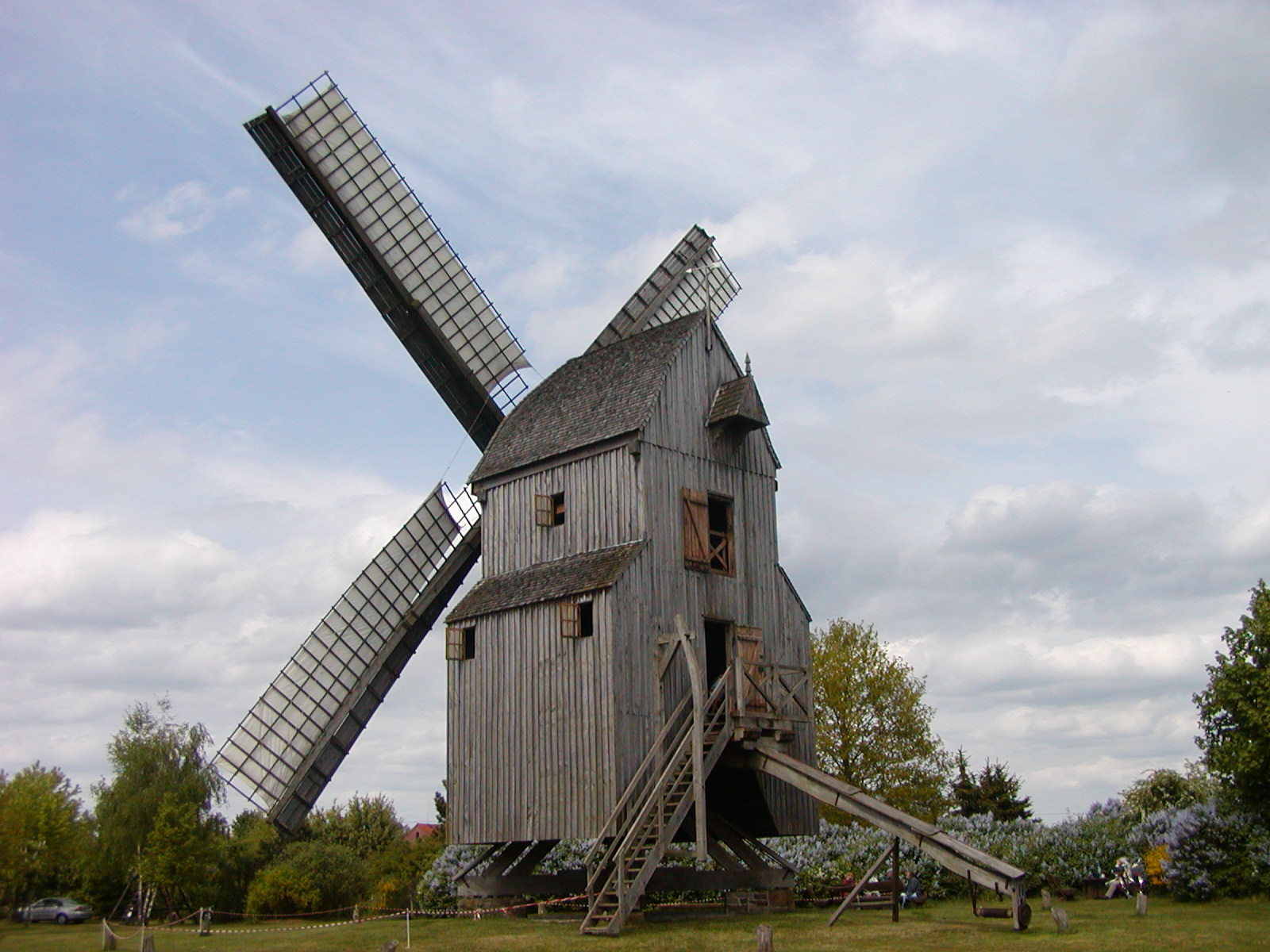
Mit Segelflügeln
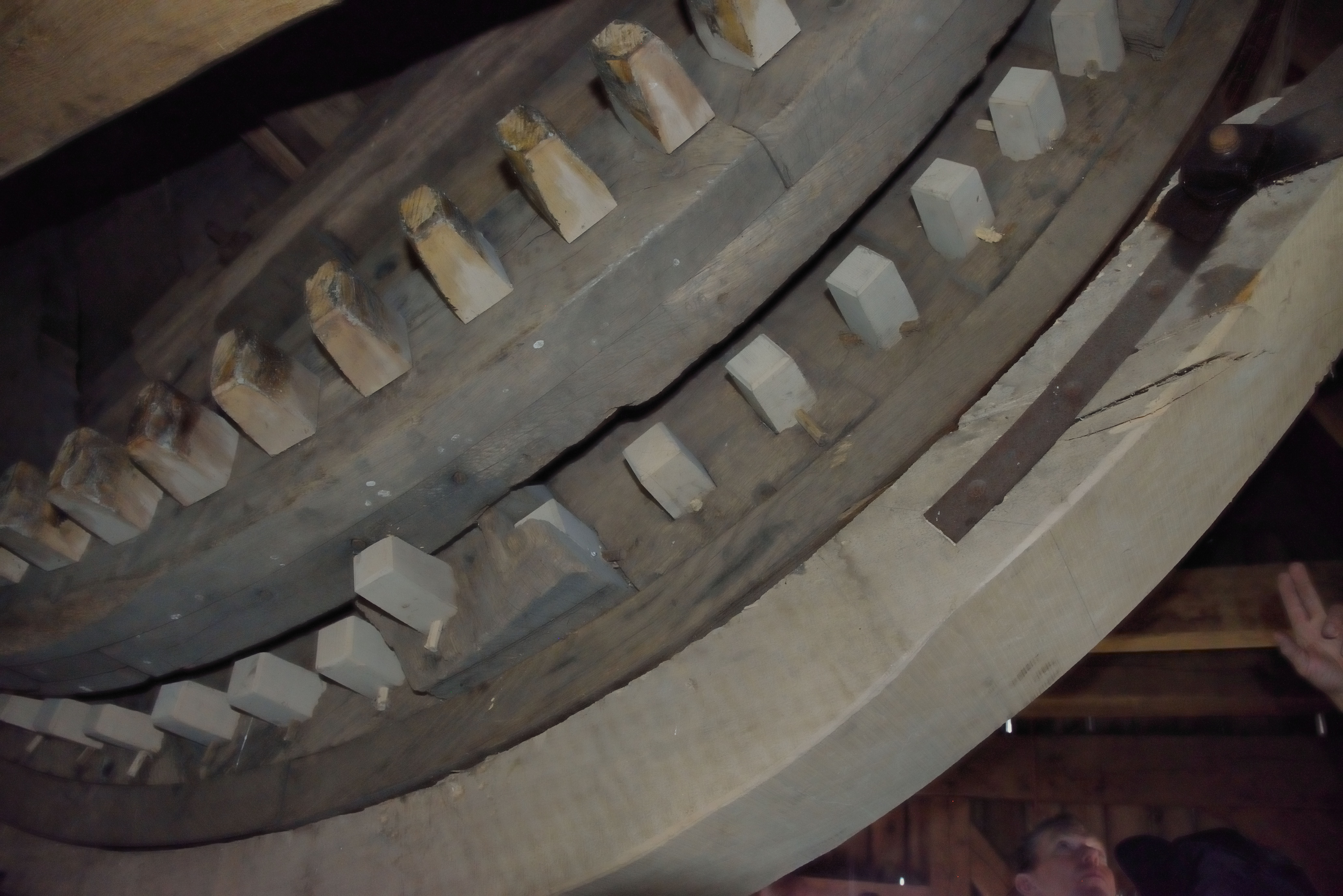
Wellenrad
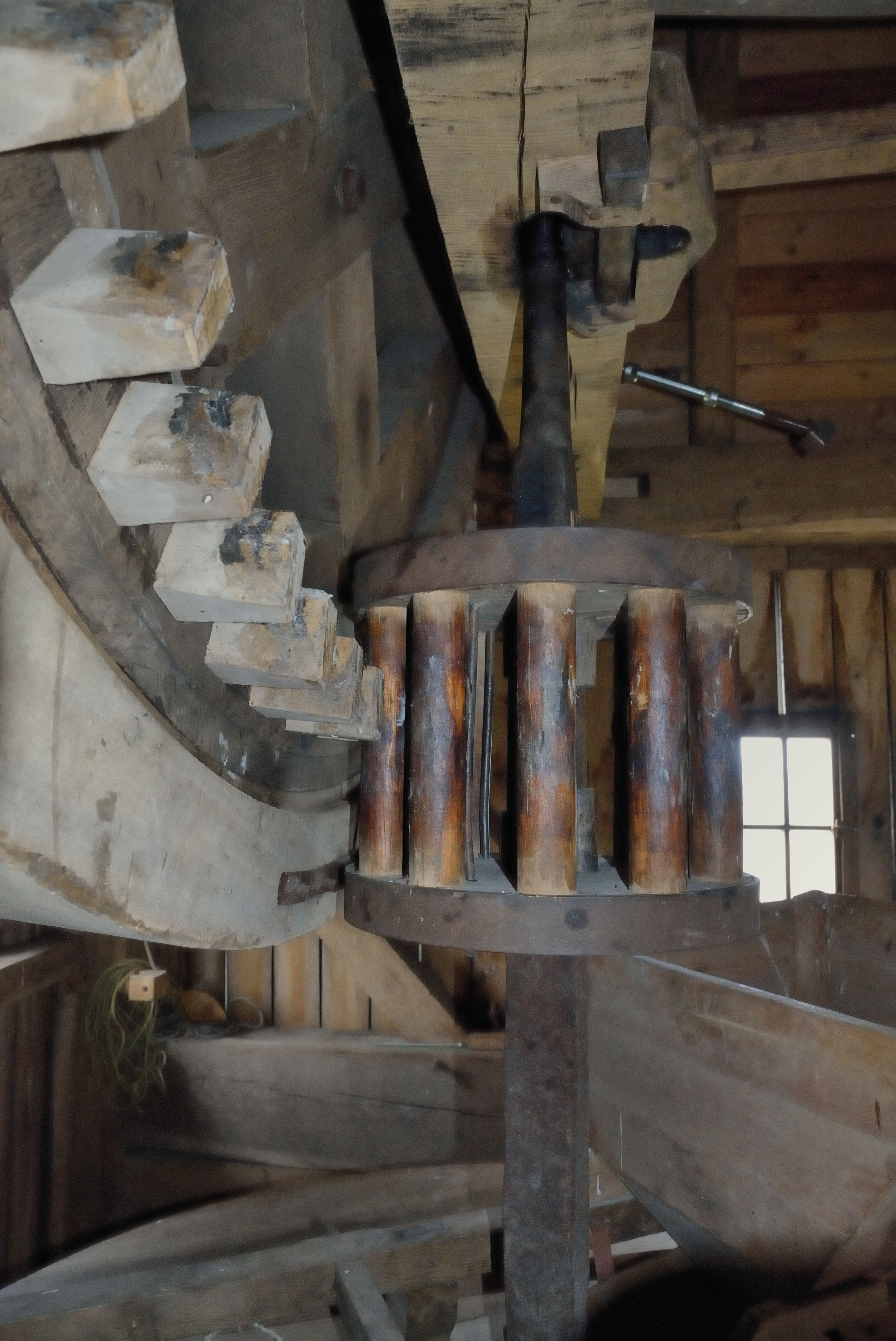
Laternenrad Mahlgang
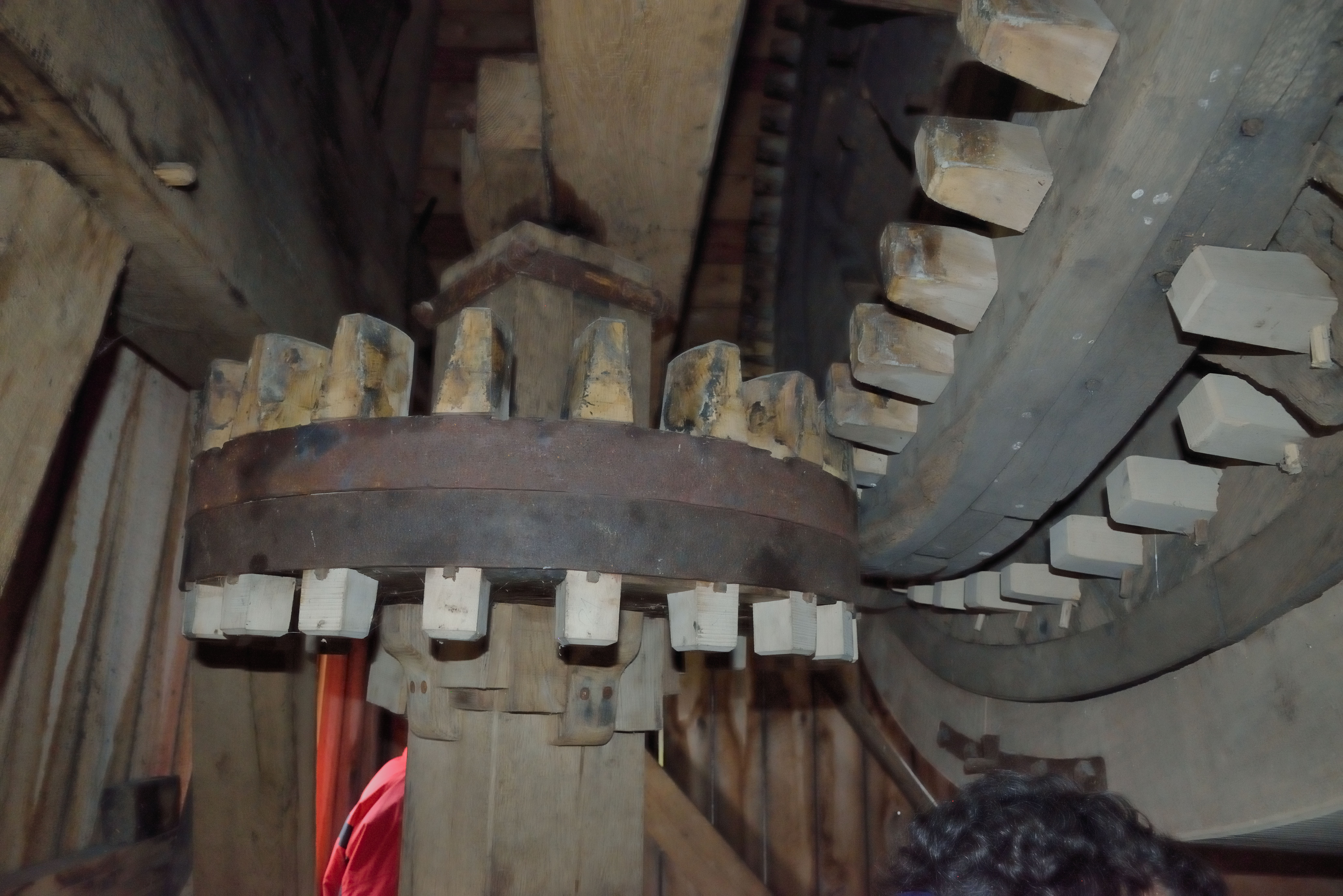
Bonkelrad des doppelten Reihenantriebs zur Graupenmühle
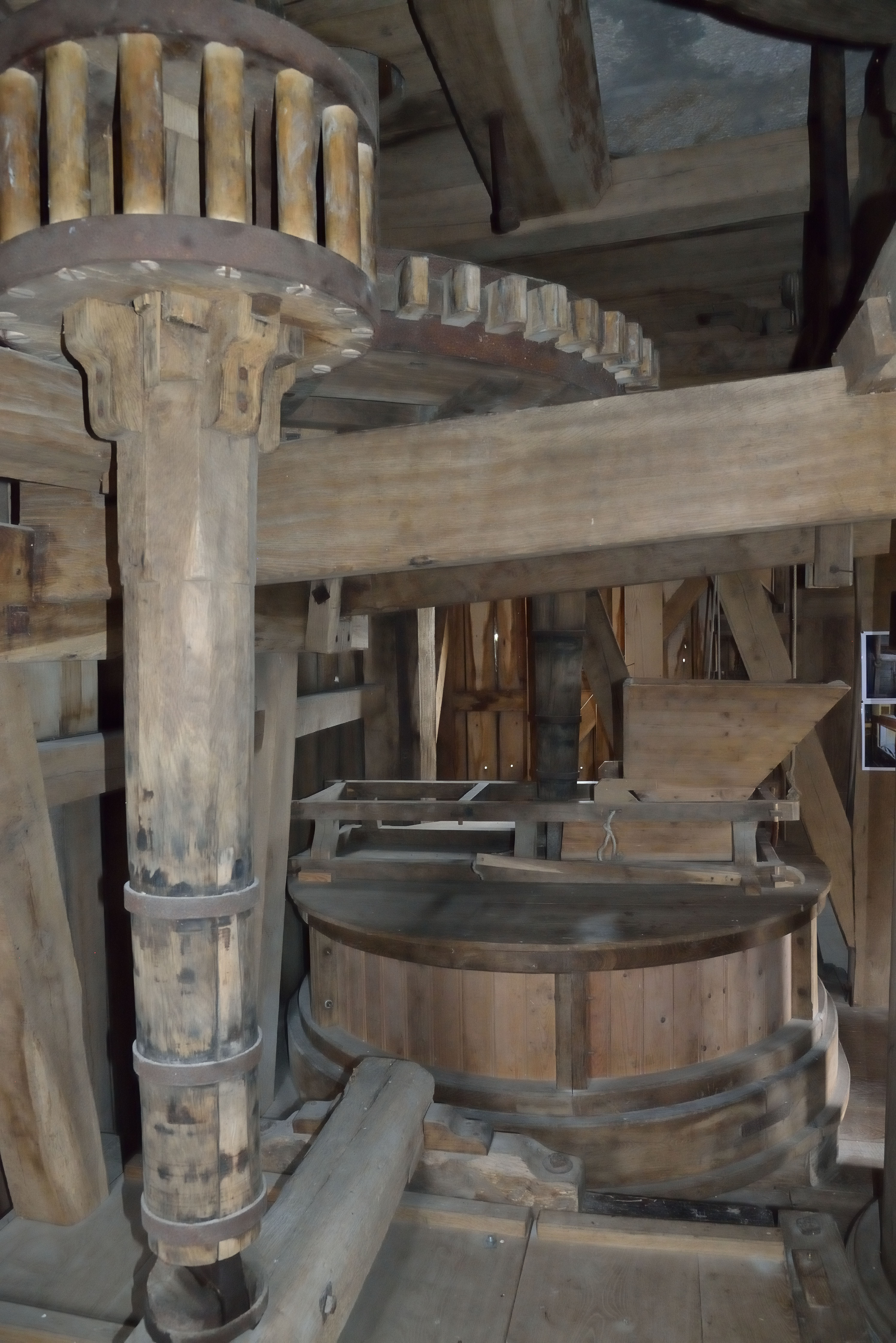
Graupenmühle mit Laternenrad und Zwischenrad
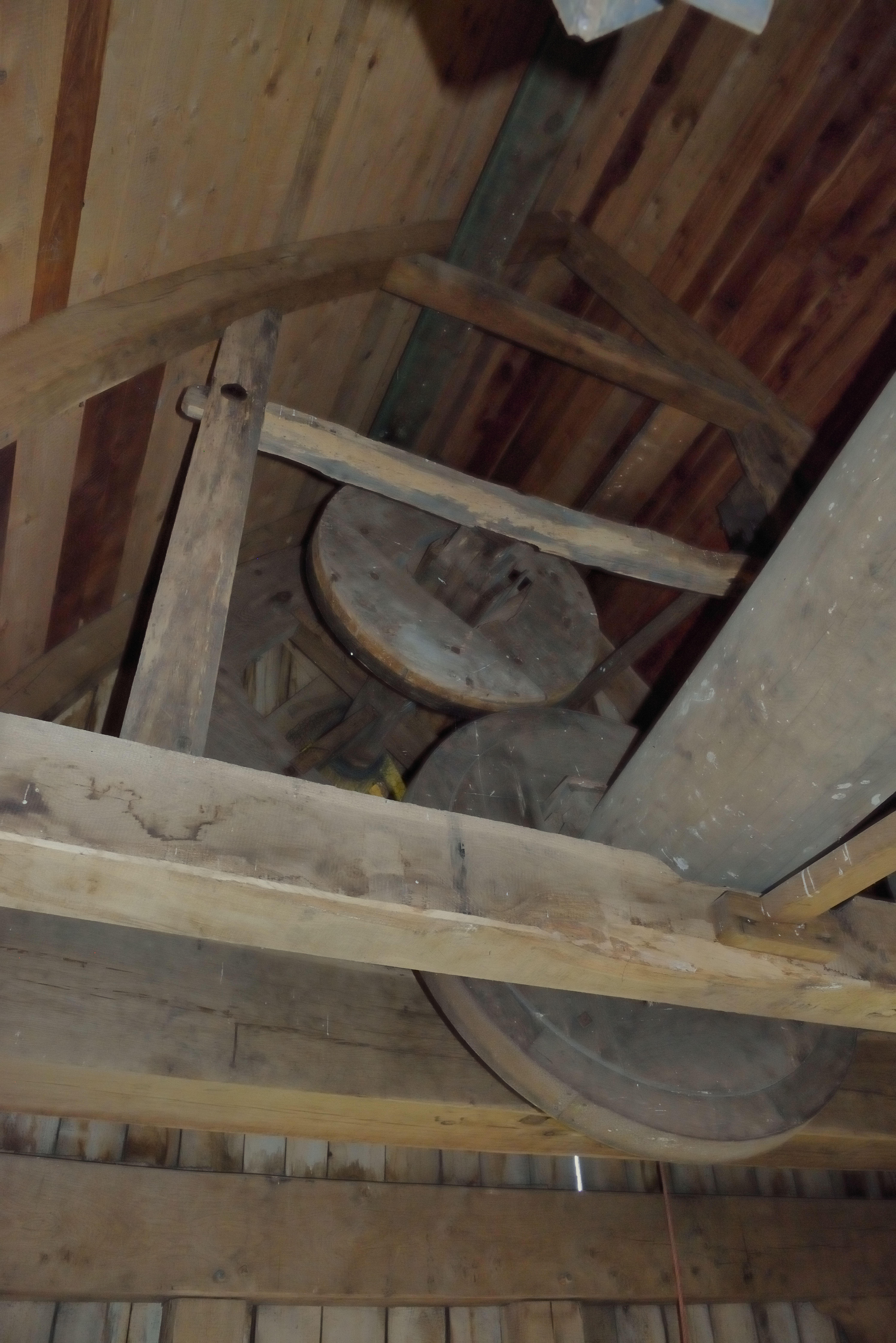
Sackaufzug